# Viktorsberg
Viktorsberg ist eine Gemeinde in Österreich in Vorarlberg im Bezirk Feldkirch mit 438 Einwohnern (Stand 1. Jänner 2025).

## Name
In einer Urkunden des Klosters St. Gallen aus den Jahren 882 und 885 findet sich die Bezeichnung mons Victoris bzw. rotinus für Viktorsberg.

## Geografie
Viktorsberg liegt im Vorarlberger Vorderland, im Bezirk Feldkirch auf 879 Metern Höhe. 73,0 % der Fläche sind bewaldet, 15,2 % der Fläche Alpen. Es existieren keine weiteren Katastralgemeinden in Viktorsberg. Die Gemeinde gehört zur Region Vorarlberger Rheintal und liegt am Hang eines Ausläufers der Kugelgruppe des Bregenzerwaldgebirges.

### Nachbargemeinden
Die Gemeinde Viktorsberg besitzt eine gemeinsame Gemeindegrenze mit fünf anderen Vorarlberger Gemeinden. Dies sind im Uhrzeigersinn, beginnend im Norden, die Stadt Dornbirn im gleichnamigen Bezirk Dornbirn sowie die Gemeinden Zwischenwasser, Röthis, Weiler und Fraxern im Bezirk Feldkirch.

## Geschichte
Viktorsberg wurde nach dem Papst und Märtyrer St. Viktor († ca. 202) benannt, dessen Schädel wohl schon seit dem 8. Jahrhundert in der Viktorsberger Kirche aufbewahrt wird. Die erstmalige urkundliche Erwähnung findet sich im rätischen Güterverzeichnis von 842. Zu den wunderlichsten und gleichzeitig interessantesten Gestalten der Vorarlberger Heiligen zählt zweifellos der irische Einsiedler Eusebius. Eusebius verließ Mitte des 9. Jahrhunderts – vertrieben durch kriegerische Einfälle der Dänen und Norweger – seine Heimatinsel und fand in Viktorsberg Zuflucht. Er stand in enger Verbindung mit dem Kloster St. Gallen und soll sogar dem Karolinger-Kaiser Karl III. († 888) Rat erteilt haben. Aus Dankbarkeit ermöglichte der Kaiser durch eine Schenkung den Unterhalt des kleinen Konvents und stellte Viktorsberg unter Schutz und Eigentum des Klosters St. Gallen. Ein St. Galler Totenbuch meldet das Ableben des Eusebius unter dem 31. Januar 884.
Die Jahrhunderte nach seinem Tod schienen Eusebius vergessen zu haben. Kein einziger Geschichtsschreiber berichtet über den seltsamen irischen Reklusen. Zu Beginn des 17. Jahrhunderts erzählt jedoch der Überlinger Volks- und Erbauungsschriftsteller Johann Georg Tibianus, dass Eusebius auf den Feldern von Brederis sonntagsschändende Bauern gescholten habe und deshalb von ihnen mit einer Sense enthauptet worden sein soll. Eusebius habe aber gleich nach seiner Ermordung zum Erstaunen seiner Mörder sein abgeschlagenes Haupt aufgenommen und damit den Tatort verlassen. Schließlich soll er sein Haupt auf dem Altar der Viktorsberger Kirche zur Ruhe niedergelegt haben. 1730 wurde Eusebius von der römischen Ritenkongregation sogar seliggesprochen. Das Kleeblatt im Wappen deutet auf die Irische (früher neu-schottische) Verbindung hin.
Über die Entwicklungen und Schicksale des Klosters ist nur wenig bekannt, da es zweimal abbrannte und dabei sehr viele alte Schriften zugrunde gegangen sind. Bekannt ist nur, dass später die Grafen von Montfort im Besitze des Viktorsbergs waren. Im Jahr 1370 begann Graf Rudolf III von Montfort, die Kirche und das Klostergebäude in einen besseren Zustand zu versetzen. Am 13. September 1383 vergab er den neu errichteten Klosterbau an die Franziskaner. 1398 erwarb das Haus Österreich die Vogtei über das Kloster. Es gehörte zur Oberdeutschen (Straßburger) Franziskanerprovinz Argentina und wurde nach der Teilung des Ordens 1517 ein Konvent der Franziskaner-Konventualen (Minoriten).
Im Jahre 1642 brannte das Kloster nach einem Blitzeinschlag vollständig nieder. Im Jänner 1785 wurde das Minoritenkloster durch Joseph II. aufgehoben.
Die Habsburger regierten die Orte in Vorarlberg wechselnd von Tirol und Vorderösterreich (Freiburg im Breisgau) aus. Von 1805 bis 1814 gehörte der Ort zu Bayern, dann wieder zu Österreich. Zum österreichischen Bundesland Vorarlberg gehört Viktorsberg seit der Gründung 1861. Der Ort war 1945 bis 1955 Teil der französischen Besatzungszone in Österreich.
Am 18. April 2020 erkundeten zwei Brüder eine schmale, 10 m tiefe Höhle per Seilkletterei und bargen einen rostigen Gegenstand, den ein Sprengstoffkundiger als deutsche Eihandgranate 39 und damit als Relikt aus dem Zweiten Weltkrieg identifizierte. Die Höhle wurde durchsucht und wegen Absturzgefahr für Wanderer mit Eisenschienen und Steinen verschlossen.

### Bevölkerungsentwicklung
Der Ausländeranteil lag Ende 2002 bei 6,5 %.

## Kultur und Sehenswürdigkeiten

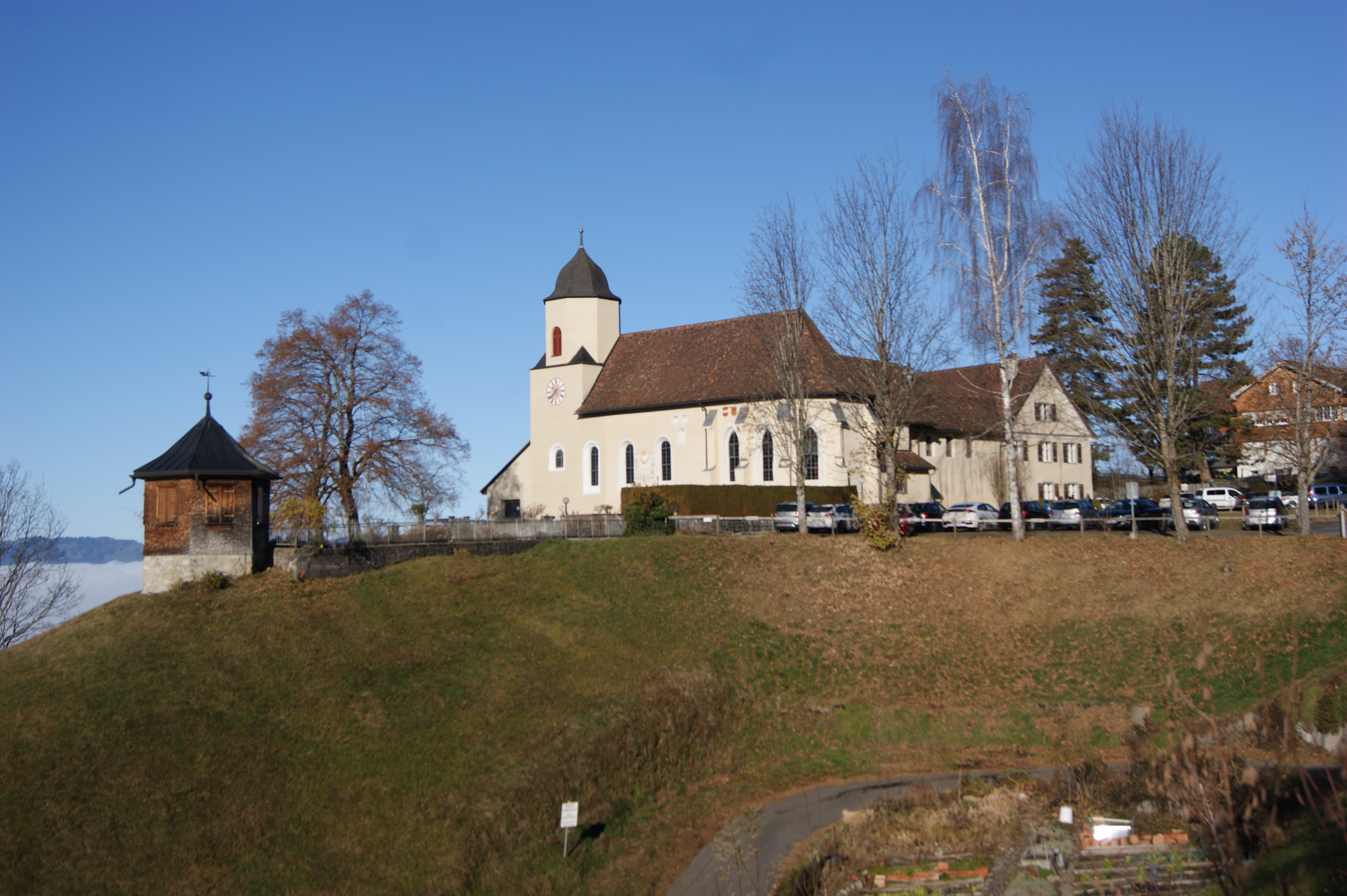
Pfarrkirche und Kloster

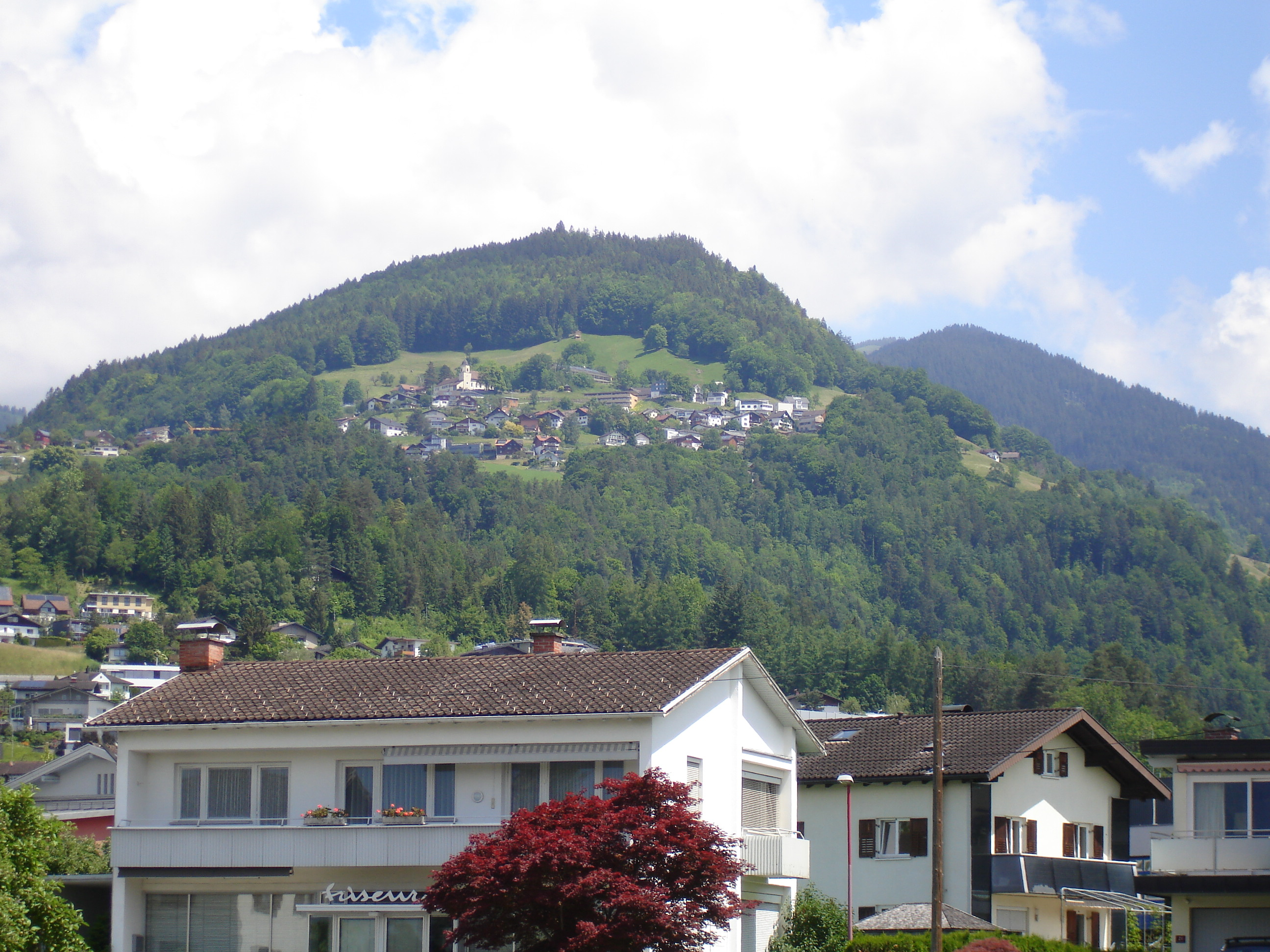
Viktorsberg steht 300 bis 400 Meter über dem Alpenrheintal, hier ein Blick von Sulz auf das Dorf, an dessen oberem Ende Kirche, Kloster und die ehemalige Lungenheilanstalt stehen.

- Viktorsberg steht 300 bis 400 Meter über dem Alpenrheintal, hier ein Blick von Sulz auf das Dorf, an dessen oberem Ende Kirche, Kloster und die ehemalige Lungenheilanstalt stehen.Katholische Pfarrkirche Viktorsberg hl. Viktor
- Kloster Viktorsberg

## Wirtschaft und Infrastruktur
Bis 1999 wurde die in knapp 900 m Höhe stehende, ehemalige Lungenheilstätte zu einem Hotel umgebaut. Seither werden dort Jugendliche mit Beeinträchtigungen in gastgewerblichen Berufen ausgebildet.
Im Jahr 2010 gab es in der Gemeinde achtzehn land- und forstwirtschaftliche Betriebe, zwei davon Haupterwerbsbetriebe. Im Jahresdurchschnitt 2022 waren laut einer Erhebung der Wirtschaftskammer Österreich in den privatwirtschaftlichen Unternehmen 104 unselbständig Beschäftigte in fünf Betrieben in Viktorsberg beschäftigt.
In Viktorsberg gibt es (Stand 2024) einen Kindergarten, eine Volksschule sowie einen Dorfladen.
Viktorsberg ist seit 2021 schuldenfrei und bleibt dies voraussichtlich auch 2024. 2021 und 2022 war diese Gemeinde die einzige schuldenfreie Kommune Vorarlbergs.

## Verkehr
Viktorsberg ist über die Landesstraße 70 erreichbar. Diese endet oberhalb der Kirche, somit ist das Dorf von Durchgangsverkehr frei. Die Buslinie 493 des Verkehrsverbundes Vorarlberg verkehrt montags bis freitags tagsüber etwa im Stundentakt ab der Haltestelle Sulz-Röthis der Bahnstrecke Lindau–Bludenz nach Viktorsberg. Nachts sowie an Wochenenden und Feiertagen fährt ein Rufbus.

## Politik

### Gemeindevertretung
In Vorarlberg wählen die Bürger alle fünf Jahre die Mitglieder der Gemeindevertretung durch Ankreuzen eines Listen-Wahlvorschlages bzw. durch Mehrheitswahl wenn kein Listenvorschlag vorliegt. Weiters den Bürgermeister durch Ankreuzen eines Wahlvorschlages.
Die Gemeindevertretung wählt in der konstituierenden Sitzung aus ihrer Mitte – sofern keine Wahl durch die Bürger zustande kam – gemäß § 61 Gemeindegesetz einen Bürgermeister und dann einen mindestens dreiköpfigen Gemeindevorstand. Die Zahl dieser „Gemeinderäte“ darf aber gemäß § 55 den vierten Teil der Zahl der Gemeindevertreter nicht übersteigen.
Der Bürgermeister führt den Vorsitz bei den generell öffentlichen Sitzungen der Gemeindevertretung, in denen kommunale Belange besprochen und Beschlüsse gefasst werden. Beobachter haben kein Mitspracherecht und kein Stimmrecht. Die Gemeindevertretung kann nach Bedarf Ausschüsse bestellen. Sitzungen des Gemeindevorstandes und der Ausschüsse sind nicht öffentlich.

#### Sitzverteilung nach den Wahlen
- Gemeindevertretungswahlen 1985: Gemeindeliste 9.[14]
- Gemeindevertretungswahlen 1990: Gemeindeliste 9.[15]
- Gemeindevertretungswahlen 1995: Gemeindeliste 9.[16]
- Mangels wählbarer Listen erfolgten die Gemeindevertretungswahlen 2000, 2005, 2010, 2015, 2020 und 2025 per Mehrheitswahl.[17][18][19][20][21][22]

### Bürgermeister
- 1945–1950 Benedikt Marte[23]
- 1950–1960 Adolf Blum[23]

- 1960–1965 Ernst Ritter[23]
- 1965–1984 Pirmin Ellensohn[23]
- 1984–1998 Arthur Marte[23]
- 1998–2005 Jakob Ammann[23]
- 2005–2024 Philibert Ellensohn[23][24]
- seit 20. September 2024 Manuela Marte[24]

## Persönlichkeiten

### Mit der Gemeinde verbundene Persönlichkeiten
- Eusebius von Rankweil († 884), Mönch und Einsiedler
- Mario Dancsó (* 1978), Musiker und Komponist